# مخفی (مجموعه تلویزیونی ۲۰۲۱)
مخفی (کره‌ای: 언더커버; لاتین‌نویسی اصلاح‌شده: Eondeokeobeo) یک مجموعه تلویزیونی محصول کره جنوبی سال ۲۰۲۱ با بازی جی جین هی، کیم هیون جو، جونگ مان شیک و هو جون هو است. این مجموعه داستان هان جونگ هیون (جی جین هی) یک مأمور سرویس اطلاعات ملی و چوی یون سو (کیم هیون جو) یک وکیل حقوق بشر را به تصویر می‌کشد. این مجموعه از ۲۳ آوریل تا ۱۲ ژوئن ۲۰۲۱، روزهای جمعه و شنبه ساعت ۲۳:۰۰ (کی‌اس‌تی) از جی‌تی‌بی‌سی پخش شد. مخفی همچنین برای استریم در تیوینگ در کره جنوبی در دسترس است.

## بازیگران

### اصلی
- جی جین هی[۱۰] در نقش هان جونگ هیون/لی سوک کیو
  - یون وو جین[۱۱] در نقش جوانی هان جونگ هیون/لی سوک کیو
- کیم هیون جو[۱۲] در نقش چوی یون سو
  - هان سون هوا در نقش جوانی چوی یون سو
- جونگ مان شیک در نقش دو یونگ گول
  - پارک دو شیک در نقش جوانی دو یونگ گول
- هو جون هو در نقش ایم هیونگ راک